# Paraschuleridea
Paraschuleridea is een geslacht van uitgestorven kreeftachtigen uit de klasse van de Ostracoda (mosselkreeftjes).

## Soorten
- Paraschuleridea anumbonata Swartz & Swain, 1946 †
- Paraschuleridea basokoensis (Marliere, 1948) Grekoff, 1957
- Paraschuleridea buglensis Barker, 1966 †
- Paraschuleridea compacta Masumov, 1973 †
- Paraschuleridea curta Swain & Brown, 1972 †
- Paraschuleridea pauper Grekoff, 1957 †
- Paraschuleridea postumbonata Swain & Brown, 1972 †
- Paraschuleridea twifordensis Swain & Brown, 1972 †